# Le Grand Guignol (groupe)
Pour les articles homonymes, voir Le Grand Guignol.
Le Grand Guignol est un groupe germano-luxembourgeois de heavy metal.

## Histoire
Le groupe débute en 1996 sous le nom de Dregoth sous lequel ils enregistrent la démo Codex Nocturnus. L'année suivante, elle change son nom pour Vindsval. En 1997, Vindsval sort la démo Of Heathen Blood and Soil et en 1999 l'album Imperium Grotesque.
Leur nom actuel, que le groupe a adopté en 2006 pour marquer un nouveau départ après une longue pause créative, s'inspire de l'ancien théâtre d'horreur grotesque français du Grand-Guignol. En 2007, leur seul et unique album studio sous ce nom, The Great Maddening, est publié et remarqué par la presse spécialisée internationale,,,,,,,,,.
Le Grand Guignol se considère comme un groupe de metal grotesque - il se compose de sons de hard metal avec une instrumentation classique opulente et d'autres éléments hors genre.

## Discographie
- 1996 : Codex Nocturnus (sous le nom de Dregoth)
- 1997 : Of Heathen Blood and Soil (sous le nom de Vindsval)
- 1999 : Imperium Grotesque (sous le nom de Vindsval)
- 2007 : The Great Maddening